# 유익서
유익서(1945년 ~ )는 대한민국의 소설가이다.
부산에서 출생하였으며, 중앙대학교 국문과를 수학하였고 동아대학교 법대를 졸업하였다. 1974년 《한국일보》 신춘문예에 〈부곡(部曲)〉이 당선되었고, 1978년 《중앙일보》 신춘문예에 〈우리들의 축제〉가 당선되었다. 주요 작품으로 《새남소리》,《가스등》,《아벨의 시간》 등 이 있다. 현대사회 속에서 파멸되는 인간현실을 원초적 의식으로 파헤치면서 인간성 회복을 추구하는 작가이다.